# The Best Of Celtic Woman
The Best of Celtic Woman es la primera recopilación oficial de los mayores éxitos del grupo desde sus inicios hasta 2014. Oficialmente cuenta con la participación de las primeras diez integrantes oficiales a excepción de Máiréad Carlin y Deirdre Shannon quienes no han participado oficialmente en alguna producción de estudio. Las vocalistas en este disco son Chloë Agnew, Órla Fallon, Lisa Kelly, Méav Ní Mhaolchatha, Hayley Westenra, Lynn Hilary, Alex Sharpe, Lisa Lambe, Susan McFadden y la violinista Máiréad Nesbitt.

## Antecedentes
The Best of Celtic Woman reúne los temas más destacados del grupo al igual que incorpora temas inéditos y exclusivos del grupo como es el caso de la versión de estudio de la melodía Slumber My Darling que apareció en el concierto Songs From The Hear de 2009. El tema My Lagan Love no corresponde a la versión interpretada por Lynn Hilary en el quinto álbum de la agrupación, sino que es la versión instrumental de Máiréad Nesbitt interpretada en el primer concierto del grupo y, que posteriormente apareció en el álbum Live EP de 2005. Un tema exclusivo es la canción Symphonie por Chloë Agnew y Wenn Du In Meinen Träumen Bei Mir Bist las cuales aparecieron en la versión alemana del álbum Songs From The Heart lanzada en 2011 o también el tema Finale · Mo Ghile Mear que es la versión en vivo que se puede apreciar en la edición de lujo de Songs From The Heart.

## Lista de temas
| The Best of Celtic Woman |                                                             |                                                         |          |  |
| N.º                      | Título                                                      | Intérprete(s)                                           | Duración |  |
| 1.                       | «The Sky And The Dawn And The Sun»                          | Agnew, Fallon, Kelly, Nesbitt, Ní Mhaolchatha, Westenra | 5:19     |  |
| 2.                       | «Slumber My Darling · The Contradiction»                    | Máiréad Nesbitt                                         | 3:21     |  |
| 3.                       | «Caledonia»                                                 | Lisa Kelly                                              | 5:03     |  |
| 4.                       | «Siúil A Rún (Walk My Love)»                                | Órla Fallon                                             | 3:16     |  |
| 5.                       | «Orinoco Flow»                                              | Fallon, Kelly, Ní Mhaolchatha                           | 3:33     |  |
| 6.                       | «Vivaldi's Rain»                                            | Chloë Agnew                                             | 2:16     |  |
| 7.                       | «She Moved Thru' The Fair»                                  | Méav Ní Mhaolchatha                                     | 3:31     |  |
| 8.                       | «Scarborough Fair»                                          | Hayley Westenra                                         | 3:17     |  |
| 9.                       | «Suantraí»                                                  | Lynn Hilary                                             | 3:19     |  |
| 10.                      | «You'll Be in My Heart»                                     | Alex Sharpe                                             | 4:02     |  |
| 11.                      | «O, America!»                                               | Agnew, Sharpe, Kelly, Nesbitt, Hilary                   | 3:51     |  |
| 12.                      | «Dúlaman»                                                   | Lisa Lambe                                              | 2:56     |  |
| 13.                      | «The Voice»                                                 | Susan McFadden                                          | 3:07     |  |
| 14.                      | «My Lagan Love»                                             | Máiréad Nesbitt                                         | 2:02     |  |
| 15.                      | «Níl Sé'n Lá»                                               | Agnew, Lambe, McFadden, Nesbitt                         | 3:35     |  |
| 16.                      | «The Last Rose of Summer»                                   | Ní Mhaolchatha, Westenra                                | 3:40     |  |
| 17.                      | «Wenn Du In Meinen Träumen Bei Mir Bist (Over The Rainbow)» | Agnew, Kelly, Lambe, Nesbitt                            | 2:41     |  |
| 18.                      | «Téir Abhaile Riú»                                          | Agnew, Kelly, Lambe, Nesbitt                            | 4:05     |  |
| 19.                      | «Symphonie»                                                 | Chloë Agnew                                             | 4:19     |  |
| 20.                      | «You Raise Me Up»                                           | Agnew, Fallon, Kelly, Hilary, Nesbitt                   | 4:42     |  |
| 21.                      | «Green Grow The Rushes (Bonus Live Track)»                  | Agnew, Kelly                                            | 3:57     |  |
| 22.                      | «Finale · Mo Ghile Mear (Bonus Live Track)»                 | Agnew, Sharpe, Kelly, Nesbitt, Hilary                   | 3:06     |  |
| 79:06                    |                                                             |                                                         |          |  |

## Observaciones
- El tema Slumber My Darling fue extraído y producido de la interpretación en vivo en el concierto Songs From The Heart en la mansión Powerscourt House de 2009, y su acompañamiento es la pieza The Contradiction que, originalmente en su versión de estudio, apareció en el cuarto disco del grupo The Greatest Journey de 2008, pero su versión original fue publicada en el álbum debut del grupo como un bonus track en vivo, el cual se extrajo de su concierto en el Teatro Hélix de Dublín en 2004.
- La versión de Orinoco Flow es la correspondiente del disco The Greatest Journey.
- La versión de Dúlaman es la producida exclusivamente en la edición alemana de Believe y es interpretada por Lisa Lambe.
- La melodía My Lagan Love está presente como la primera interpretación oficial del grupo por Máiréad Nesbitt esta es una adaptación de su interpretación en el primer concierto del grupo.
- Wenn Du In Meinen Träumen Bei Mir Bist y Symphonie son temas exclusivos de la edición alemana del álbum Songs From The Heart, cuya versión fue publicada a inicios de 2011.
- Finale · Mo Ghile Mear se extrajo de la edición de lujo de Songs From The Hear, esta es una grabación en vivo.